# Női diszkoszvetés a 2013. évi nyári európai ifjúsági olimpiai fesztiválon
A 2013. évi nyári európai ifjúsági olimpiai fesztiválon az atlétikai versenyszámok közül a női diszkoszvetés versenyeit július 16.-án rendezték Utrechtben.

## Döntő
| H     | Név                    | Nemzet           | 1     | 2     | 3     | 4     | 5     | 6     | E     | Mj |
| ----- | ---------------------- | ---------------- | ----- | ----- | ----- | ----- | ----- | ----- | ----- | -- |
| Arany | Kristina Rakocevic     | Montenegró       | 44.55 | 45.12 | 46.49 | X     | X     | X     | 46.49 |    |
| Ezüst | Carla Francesca Sescu  | Románia          | 40.64 | 42.26 | 45.36 | 44.36 | 46.37 | 43.12 | 46.37 |    |
| Bronz | Anastasiia Vitiugova   | Oroszország      | 42.96 | X     | X     | 43.34 | X     | 45.41 | 45.41 |    |
| 4.    | Alona Byelyakova       | Ukrajna          | X     | X     | 40.40 | X     | 44.84 | X     | 44.84 |    |
| 5.    | Sandija Balande-Balode | Lettország       | 40.17 | X     | 39.99 | X     | X     | 42.19 | 42.19 |    |
| 6.    | Krista Uusi-Kinnala    | Finnország       | 36.06 | 39.10 | X     | 41.00 | 36.03 | 41.05 | 41.05 |    |
| 7.    | Iryna Anishchuk        | Fehéroroszország | X     | 36.02 | 38.05 | X     | 37.50 | 35.87 | 38.05 |    |
| 8.    | Natasa Djakovic        | Szerbia          | 31.76 | 36.74 | X     | 33.16 | 34.19 | 33.40 | 36.74 |    |
| 9.    | Natela Ushikishvili    | Grúzia           | 35.88 | 34.51 | X     |       |       |       | 35.88 |    |
| 10.   | Emine Girgin           | Törökország      | 34.51 | 35.73 | X     |       |       |       | 35.73 |    |
| 11.   | Patrícia Slošárová     | Szlovákia        | 35.41 | X     | X     |       |       |       | 35.41 |    |